# Артселар
Артселар (нидерл. Aartselaar) — посёлок и коммуна в Бельгии, в провинции Антверпен Фламандского региона. По статистическим данным на 1 июля 2021 года, население коммуны — 14 588 человек.
Общая площадь — 10,93 км², плотность населения — 1309 чел./км².